# 蓋洛斯泰因山
47°11′39″N 11°55′25″E / 47.19417°N 11.92361°E

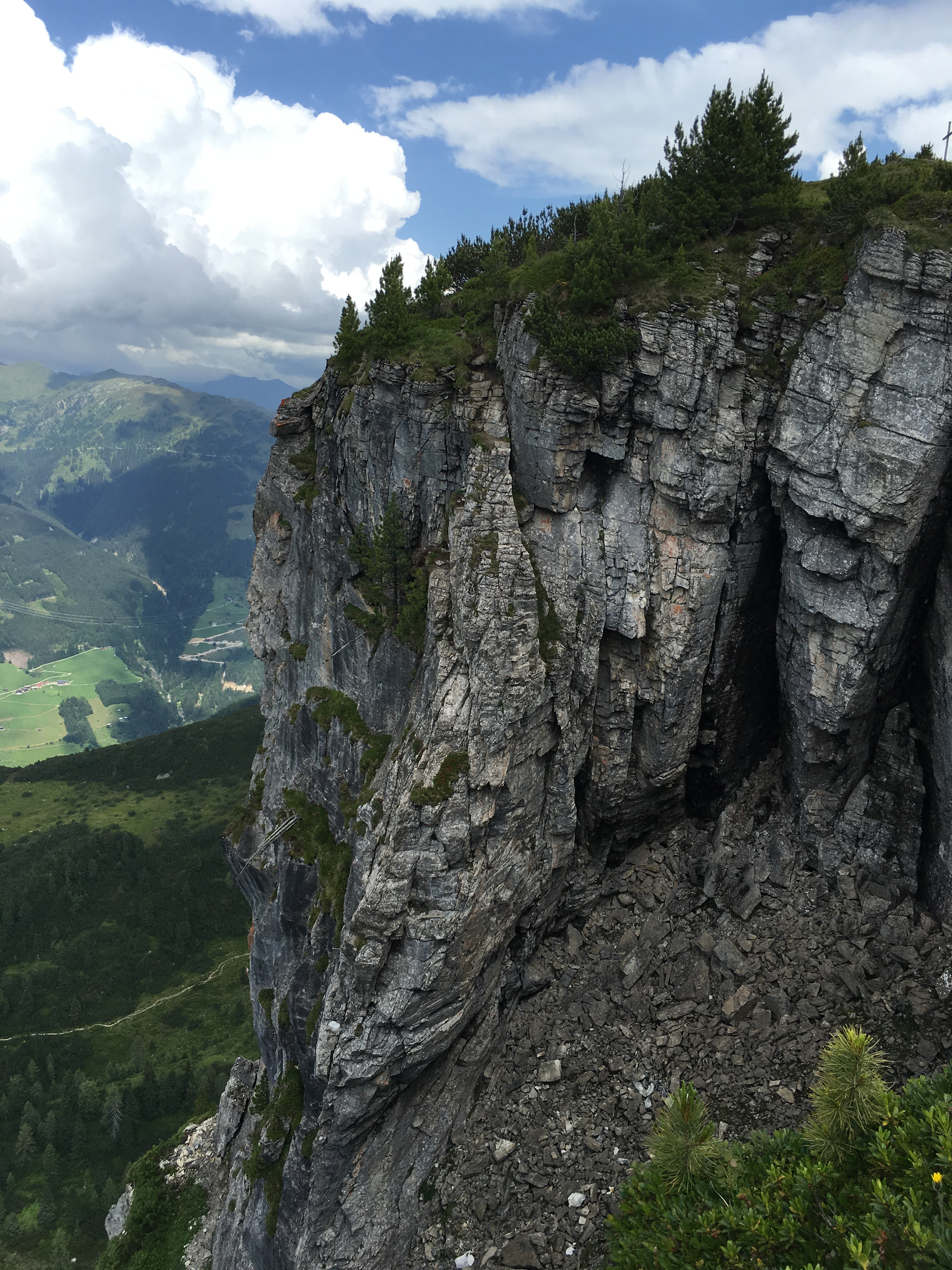

蓋洛斯泰因山（德語：Gerlosstein），是奧地利的山峰，位於該國西部，由蒂羅爾州負責管轄，屬於齊勒塔爾阿爾卑斯山脈的一部分，處於托爾黑爾姆山西北面，海拔高度2,166米。